# JC Chasez
Joshua Scott Chasez, beter bekend onder zijn artiestennaam JC Chasez (Bowie, Maryland, 8 augustus 1976) is een Amerikaans zanger en acteur. Chasez is bekend geworden als lid van de boyband *NSYNC.
In 2008 werd JC jurylid bij America's Best Dance Crew.

## Albums
JC Heeft een album met de naam "Schizophrenic"
Dit album is nooit in Nederland verschenen.
TrackList van Schizophrenic
1. "Some Girls (Dance with Women ) " - 4:32
2. "She Got Me" - 3:27
3. "100 Ways" - 4:14
4. "Mercy" - 4:24
5. "Build My World" - 4:15
6. "Something Special" - 3:52
7. "If You Were My Girl" - 5:24
8. "Shake It" - 4:33
9. "All Day Long I Dream About Sex" - 6:05
10. "One Night Stand" - 3:23
11. "Come to Me" - 5:58
12. "Dear Goodbye" - 5:01
13. "Everything You Want" - 4:29
14. "Lose Myself" - 4:58
15. "Right Here (By Your Side)" - 2:43
16. "Blowin' Me Up (with Her Love)" - 4:50
17. "Some Girls (Dance with Women)" [Remix] (Met Dirt McGirt) - 3:54

## Singles
| 2000                                                                                            | "[Bring It All to Me" (Blaque met JC Chasez) | 4  | 15 | -  | 9  | -  | 16 | -  | -  | 67 | 53 | Blaque        |
| 2003                                                                                            | "Blowin' Me Up (With Her Love)"              | 35 | 14 | 13 | 24 | -  | -  | 20 | -  | -  | -  | Schizophrenic |
| 2004                                                                                            | "Some Girls (Dance with Women)"              | 88 | 30 | 13 | -  | -  | -  | 20 | -  | -  | -  | Schizophrenic |
| 2004                                                                                            | "All Day Long I Dream About Sex" 1           | -  | -  | -  | -  | 25 | 32 | -  | 44 | -  | -  | Schizophrenic |
| 2006                                                                                            | "Until Yesterday"                            | -  | -  | -  | -  | -  | -  | -  | -  | -  | -  | Kate          |
| 2007                                                                                            | "You Ruined Me"                              | -  | -  | -  | -  | -  | -  | -  | -  | -  | -  | Kate          |
| Notes: - 1 "All Day Long I Dream About Sex" wordt ook weleens "All Day long"of "ADIDAS" genoemd |                                              |    |    |    |    |    |    |    |    |    |    |               |